# Dolicheremaeus lineatus
Dolicheremaeus lineatus är en kvalsterart som beskrevs av Balogh 1970. Dolicheremaeus lineatus ingår i släktet Dolicheremaeus och familjen Tetracondylidae. Inga underarter finns listade i Catalogue of Life.